# Marc Himbert
 (juillet 2025).
Motif : Insuffisance en matière de sources secondaires requises. Cf WP:CAA 
- Archive Wikiwix
- Bing
- Cairn
- DuckDuckGo
- E. Universalis
- Gallica
- Google
- G. Books
- G. News
- G. Scholar
- Persée
- Qwant
- (zh) Baidu
- (ru) Yandex
- (wd) trouver des œuvres sur Wikidata

| 1. | Préciser le motif de la pose du bandeau. | Précisez le motif de la pose du bandeau en utilisant la syntaxe suivante : {{admissibilité à vérifier\|date=juillet 2025\|motif=remplacez ce texte par le motif}}                 |
| 2. | Informer les utilisateurs concernés.     | Pensez à avertir le créateur de l'article, par exemple, en insérant le code ci-dessous sur sa page de discussion : {{subst:avertissement admissibilité à vérifier\|Marc Himbert}} |

Marc Himbert est un physicien français, né le 11 décembre 1957 à Paris. À partir de 1992, il est professeur titulaire de la chaire de métrologie du Conservatoire national des arts et métiers, où il préside l'assemblée des chaires jusqu'à l'été 2024. Il est, depuis 2009, membre titulaire de l'Académie des technologies.
Son expertise en physique atomique et quantique porte sur la métrologie du rayonnement, des températures et des masses.

## Biographie

### Origines et vie privée
Marc Émile François Himbert est né à Paris le 11 décembre 1957, issu d'une famille de chimistes depuis deux générations. Il est marié et père de six enfants, dont la physicienne française Anne-Laure Biance, née en 1978.

### Formation au lycée Louis-le-Grand et à l’École normale supérieure

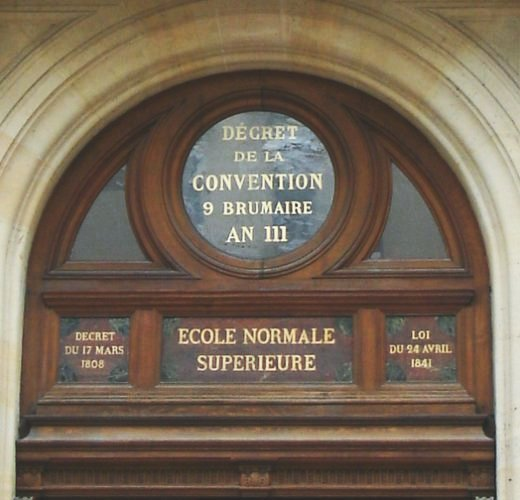
L'École normale supérieure de la rue d'Ulm à Paris.

En 1976 par le concours « mathématiques » préparé en classe de mathématiques spéciales M’ au lycée Louis-le-Grand, Marc Himbert est admis à l’École polytechnique et à l'École normale supérieure (ENS) de la rue d'Ulm à Paris. Il choisit d’intégrer l’ENS où il suit le cursus des physiciens, alors en lien avec l'université Pierre-et-Marie-Curie, et obtient une maîtrise en 1977, un diplôme d'études approfondies de physique atomique et statistique en 1978, un doctorat de troisième cycle en physique atomique supervisé par Claude Cohen-Tannoudji en 1980, ainsi que l'agrégation de sciences physiques en 1980.

### Centre national de la recherche scientifique
Marc Himbert est recruté au Centre national de la recherche scientifique (CNRS) en 1980, au sein du laboratoire de spectroscopie hertzienne de l'ENS (rebaptisé laboratoire Kastler-Brossel en 1994), où il soutient en 1987 un doctorat d'État ès sciences physiques en physique quantique sous la direction de Jacques Dupont-Roc.
Parallèlement, Marc Himbert est diplômé de l'Institut d'études politiques de Paris (promotion 1981)[réf. souhaitée] et a suivi le parcours de nomination comme auditeur du Centre des hautes études pour le développement économique (CHEDE)[réf. souhaitée].

### Conservatoire national des arts et métiers

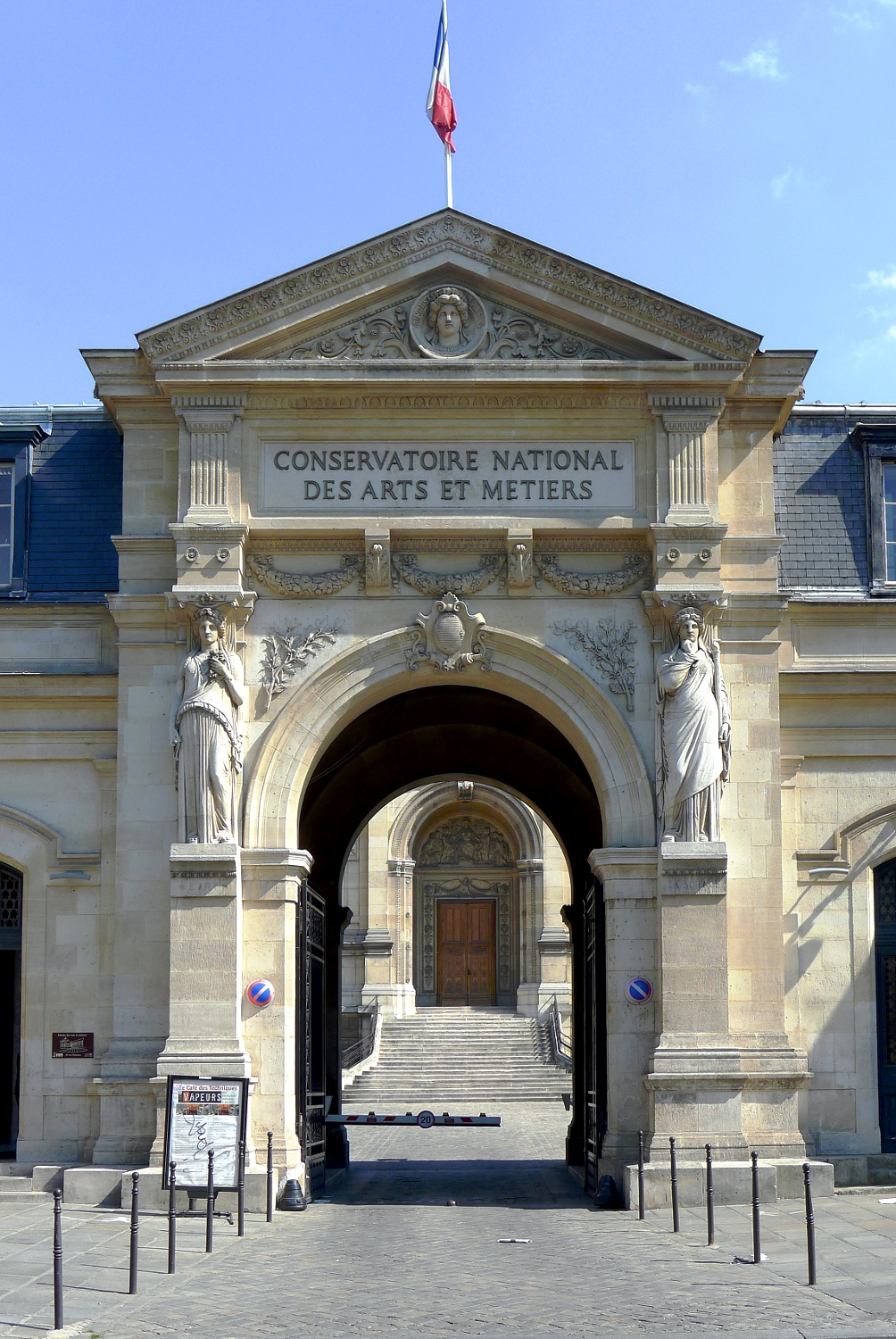
L’entrée du Conservatoire national des arts et métiers à Paris.

En 1989, Marc Himbert rejoint le Conservatoire national des arts et métiers (Cnam) comme professeur des universités, puis devient, en 1992, professeur titulaire de la chaire de métrologie, du Cnam.
Il prend la direction du laboratoire de physique des lasers de l'université Paris-Nord en 1994, et de l'Institut national de métrologie du Cnam, qu'il dirige de 1996 à 2007 ; il transforme cet institut en laboratoire commun avec le Laboratoire national de métrologie et d'essais, et pilote jusqu'à fin 2021 ce laboratoire commun de métrologie LNE-CNAM (LCM). À compter de 1994, il participe aux instances dirigeantes de la Métrologie française, contribuant à orienter celle-ci vers la recherche.
Ses travaux :
- en physique atomique et quantique (spectroscopie laser sans effet Doppler de systèmes atomiques en phase vapeur ; étude des propriétés de l’hélium polarisé gazeux à très basse température...) ;
- en métrologie laser (développement de méthodes nouvelles pour la matérialisation du mètre à partir de systèmes atomiques et moléculaires de référence ; innovations technologiques dans le domaine des sources laser...) ;
- en métrologie des grandeurs physiques et constantes fondamentales (métrologie des masses et phénomènes de surface ; mesure de constantes physiques fondamentales [constante de Planck, constante de Boltzmann...] pour permettre la redéfinition de certaines des unités du Système international telles que le kilogramme, le kelvin, les unités électriques...),

font l'objet de plus de 180 références scientifiques,,, et d'une centaine d'interventions dans une trentaine de pays.
Marc Himbert est, depuis 2009, membre titulaire de l'Académie des technologies. Il préside actuellement[Quand ?] la commission internationale sur les « Symbols, Units, Nomenclature, Atomic Masses and Fundamental Constants » (SUNAMCO) de l'Union internationale de physique pure et appliquée (IUPAP) et siège ou a siégé à de nombreux comités scientifiques de dimensions nationale et internationale, issus notamment des organismes suivants[réf. souhaitée] : notamment, l'Académie des sciences, le Comité international des poids et mesures (CIPM) et ses comités consultatifs, le Comité français d'accréditation (COFRAC), le Commissariat à l'énergie atomique et aux énergies alternatives (CEA), le Laboratoire central des ponts et chaussées (LCPC), le Service hydrographique et océanographique de la Marine (SHOM), le Comité africain de métrologie (CAFMET).
Cadre dirigeant du Cnam, établissement dont il a dirigé l'une des deux écoles internes et où il a siégé comme vice-président du conseil d'administration [le président est un industriel extérieur à l’école d’ingénieurs], Marc Himbert assure le pilotage de divers projets européens et internationaux pour la recherche, la formation professionnelle supérieure (Tempus, Erasmus+), la formation doctorale et de l’habilitation à diriger des recherches. Il a siégé dans les jurys de concours d’admission des grandes écoles françaises (notamment pour l’ENS, l’École polytechnique, l’École navale) ainsi qu’au concours d’agrégation. Il met également à profit son expertise en tant que consultant dans des domaines de la métrologie appliqués aux problématiques industrielles et sociétales, tels que les nanotechnologies ou les outils du management de la qualité[réf. souhaitée]. Il joue parallèlement un rôle actif dans la diffusion de la culture scientifique, en France comme à l'étranger, sur le thème de la métrologie[réf. souhaitée].

## Publications
- L'hélium-trois polarisé gazeux en dessous d'un kelvin : orientation par pompage optique, relaxation sur une paroi recouverte d'hélium-quatre, thèse d’État[2], 1987.

## Distinctions

### Décorations
- Chevalier de la Légion d'honneur (le 13 juillet 2019)[1]
- Commandeur de l'ordre des Palmes académiques (chevalier en 1994, officier en 2001, commandeur en 2012)[réf. souhaitée]